# 吉氏倣鯨魚
吉氏倣鯨魚為輻鰭魚綱鯨頭魚目仿鯨科的其中一種，分布於全球各大洋海域，屬深海魚類，棲息深度750-2300公尺，體長可達11.2公分。